# R+V Versicherung
Die R+V Versicherung AG (Raiffeisen- und Volksbanken Versicherung) ist eine der größten Versicherungsgesellschaften Deutschlands und Obergesellschaft des R+V-Konzerns mit Sitz in Wiesbaden in Hessen. Sie ist mehrheitlich direkt bzw. indirekt an den Erstversicherungsgesellschaften des R+V-Konzerns beteiligt und gehört zur genossenschaftlichen FinanzGruppe des Bundesverbands der Deutschen Volksbanken und Raiffeisenbanken (BVR). Zugleich ist sie der zentrale Rückversicherer der Erstversicherungsgesellschaften der R+V. Daneben tritt sie eigenständig am internationalen Rückversicherungsmarkt auf.

## Unternehmensgeschichte
1922 wurden die Raiffeisen Allgemeine Versicherungsgesellschaft a. G. und die Raiffeisen Lebensversicherungsbank a. G. in Berlin gegründet. Beide Unternehmen waren durch eine Personalunion verbunden. Die damaligen Gründungsmitglieder waren Erich Seelmann-Eggebert, Eduard Jungblut, Wilhelm Kammann und Freiherr Magnus von Braun.
1932 fusionierte die Versicherung mit der Regeno Versicherung. Regeno bedeutet Reichsgenosse. Diese ging aus dem Reichsverband der deutschen landwirtschaftlichen Genossenschaften e. V. hervor, welcher von Wilhelm Haas gegründet wurde. Der Name der Versicherungsgruppe änderte sich daraufhin zu Regeno-Raiffeisen Versicherung.
1934 wurden die Rheinische Pferde- und Viehversicherung a. G. zu Köln und die Neue Pensionskasse Raiffeisen von 1924 in den Verbund aufgenommen. Im gleichen Jahr wurde aufgrund der Gleichschaltung und Einbindung in den Reichsnährstand im Nationalsozialismus der Name zu Deutscher Bauerndienst Versicherungsgesellschaften geändert.
Nach dem Zweiten Weltkrieg 1946 wurde der Sitz aufgrund der Isolation West-Berlins an den Schliefhof nach Niederwalluf verlegt, was zur Gründung der Direktion West führte. 1948 nach der Währungsreform wurde dieser Sitz jedoch wieder verlegt und die Gesellschaft zog nach Wiesbaden um. Der Name wurde im selben Jahr auf Raiffeisendienst Versicherungsgesellschaften geändert.
1952 wurde die Anstalt für Rückversicherung deutscher Tierversicherungsvereine a. G. aufgenommen, welche 1955 in Rhein-Main Rückversicherungs-Gesellschaft AG umfirmiert wurde. Die Aktien hierfür wurden aus den Geldern des Reichsnährstandes erworben.
1958 wurde ein Rahmenvertrag mit den gewerblichen Zentralkassen geschlossen, welche heute als Volksbanken bestehen. Daraufhin wurde der Name auf Raiffeisen- und Volksbanken Allgemeine Versicherungs-AG beziehungsweise Raiffeisen- und Volksbanken Lebensversicherung a. G. geändert. 1973 wurde dann dieser Name abgekürzt und die Versicherung firmiert seitdem unter dem Namen R+V Versicherung AG.
Am 19. März 1985 wurde die R+V Rechtsschutzversicherung AG gegründet. Die Rechtsschutzversicherung war jedoch im Konzern nicht neu. Schon 1962 erhielt der Mutterkonzern von dem Bundesaufsichtsamt für das Versicherungswesen eine Erlaubnis, Kfz-Strafrechtsschutz-Versicherungen zu vertreiben. Am 25. Juni 1987 wurde mit der Süddeutschen Krankenversicherung a. G. die R+V Krankenversicherung AG gegründet. Damit wurden die Kernsparten Sach-, Lebens- und Krankenversicherung erstmals umfassend abgedeckt. 1989 wurde die R+V Lebensversicherung AG neu gegründet, welche die R+V Lebensversicherung a. G. zum Teil ablöste.

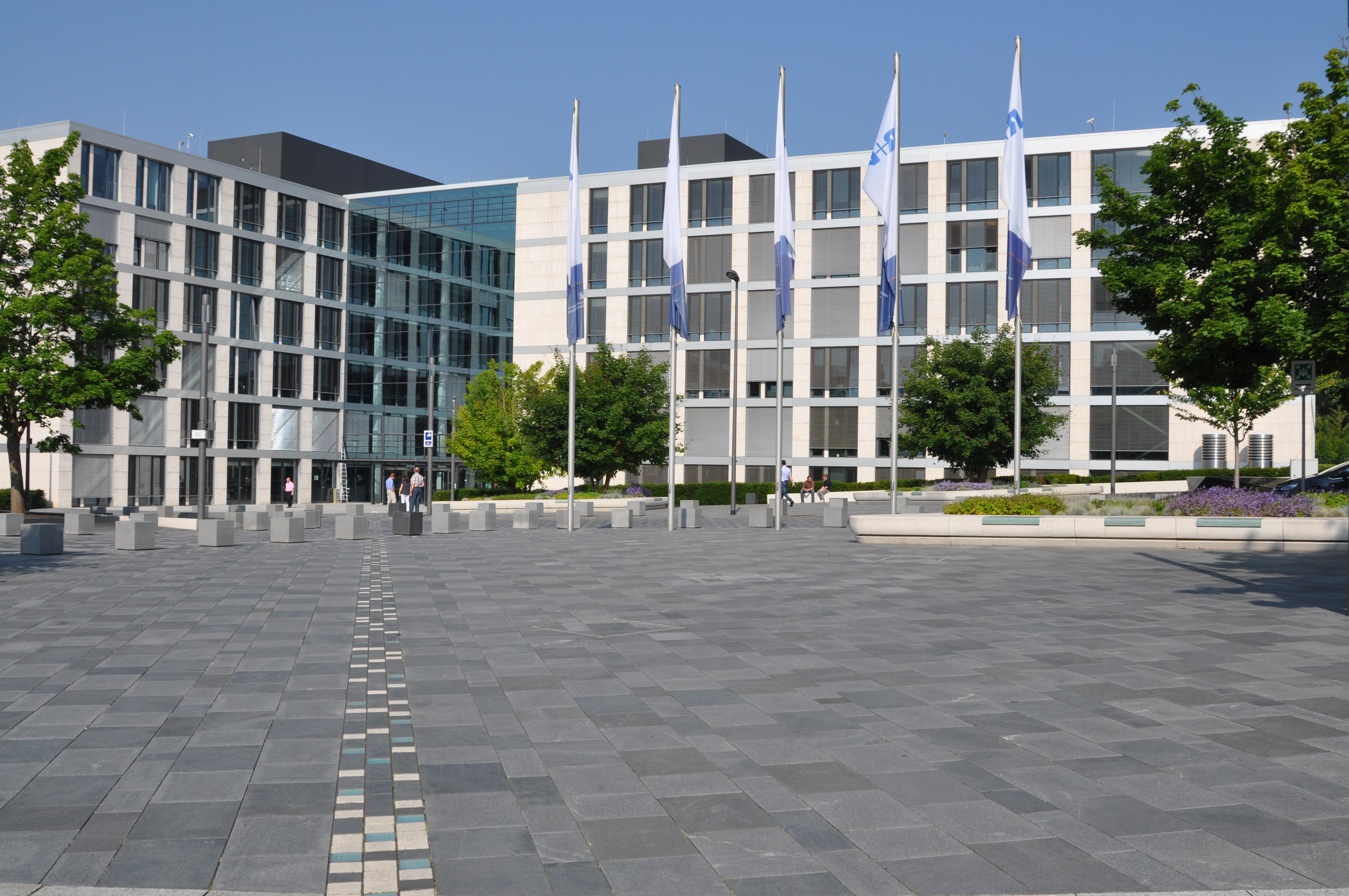
Der Hauptsitz der R+V Versicherung: der Raiffeisenplatz in Wiesbaden

1990 wurden die Versicherungskonzerne restrukturiert und unter dem Dach der R+V Versicherung Holding AG zusammengefasst. 1994 fusionierte die Holding jedoch mit der Rhein-Main Rückversicherungsgesellschaft AG und die Holding firmiert seitdem auch unter dem Namen R+V Versicherung AG.
1996 wurde die R+V Luxembourg Lebensversicherung S.A. gegründet, welche die fondsgebundenen Lebensversicherungen abdeckt, da dies damals nach deutschem Recht nicht möglich war.
1997 beteiligte sich die R+V-Versicherung an der Gründung des Vereins Aktive Bürgerschaft. Zudem wurde das Branch Office der R+V Re in Singapur eröffnet.
1999 kam es zum Zusammenschluss mit den KRAVAG-Versicherungen in Hamburg und Gründung des Spezialversicherers KRAVAG-LOGISTIC Versicherungs-AG. Letzterer versichert Lastkraftwagen und anderes schweres Geschäft. Im selben Jahr wurde auch die R+V Versicherungsbetriebs-GmbH gegründet.
2001 wurde die compertis Beratungsgesellschaft für betriebliches Vorsorgemanagement mbH gegründet, ein Jahr darauf die R+V Pensionsfonds AG. Im selben Jahr wurde die Struktur des Konzerns aufgrund der neuen R+V Komposit Holding GmbH und der R+V Personen Holding GmbH geändert. 2004 wurde eine Pensionskasse gegründet, welche unter dem Namen R+V Pensionskasse AG firmiert. Diese wurde 2014 in die Optima Pensionskasse AG eingegliedert. 2005 wurde schließlich die R+V Service Holding GmbH gegründet. Ende 2007 wurde der ChemiePensionsfonds gemeinsam mit dem HVB Pensionsfonds von der Hypovereinsbank erworben.
Am 9. Januar 2008 wurde die R+V Impectis AG gegründet und am 27. Juni 2008 auf R+V Direktversicherung umfirmiert, über die vom 14. August 2008 bis 30. Juni 2022 Kfz-Versicherungen unter der Marke R+V24 vertrieben wurden.
Im September 2008 trennte sich die Dr. August Oetker KG von der Condor (Versicherung) und verkaufte diese an die R+V Versicherung. Am 5. August 2024 wurde wirtschaftlich rückwirkend zum 1. Januar 2024 die Condor Allgemeine Versicherung-AG mit der R+V Allgemeine Versicherung AG verschmolzen. Davon unberührt bleibt die Condor Leben.

## Vorstandsvorsitzende
- 1983–1996: Peter C. von Harder
- 1997–2006: Jürgen Förterer
- 2006–2016: Friedrich Caspers
- seit 2017: Norbert Rollinger

## Vertrieb

Logo der R+V Direktversicherung

Der Vertrieb der Produkte geschieht zum Großteil in mehr als 7.500 Bankstellen der Volks- und Raiffeisenbanken, die durch Außendienstmitarbeiter der R+V betreut werden. Daneben verfügt die R+V über ein eigenes Netz von Generalagenturen und Hauptvertretungen. Zusätzliche Vertriebskanäle sind Versicherungsmakler, die Straßenverkehrsgenossenschaften und die weiteren Partner im genossenschaftlichen FinanzVerbund. Ende 2008 startete zusätzlich der Direktvertrieb von Kfz-Versicherungen im Internet über die neu gegründete R+V Direktversicherung AG unter der Marke R+V24. Die Marke R+V24 wurde zum 1. Juli 2022 in die Hauptmarke R+V Versicherung integriert.

## Kennzahlen (Konzern)
| Jahr | Bilanzsumme (Mrd. EUR) | Mitarbeiterzahl |
| ---- | ---------------------- | --------------- |
| 2010 | 64,79                  | 13.009          |
| 2011 | 66,00                  | 13.676          |
| 2012 | 73,23                  | 14.051          |
| 2013 | 77,32                  | 14.505          |
| 2014 | 86,34                  | 14.747          |
| 2015 | 91,25                  | 15.089          |
| 2016 | 97,99                  | 13.683          |
| 2017 | 104,15                 | 13.861          |
| 2018 | 108,30                 | 14.125          |
| 2019 | 121,98                 | 14.600          |
| 2020 | 130,08                 | 15.018          |
| 2021 | 138,61                 | 15.137          |
| 2022 | 118,32                 | 16.831          |
| 2023 | 128,24                 | 17.219          |
| 2024 | 135,82                 | 18.392          |

## Tochtergesellschaften und Beteiligungen

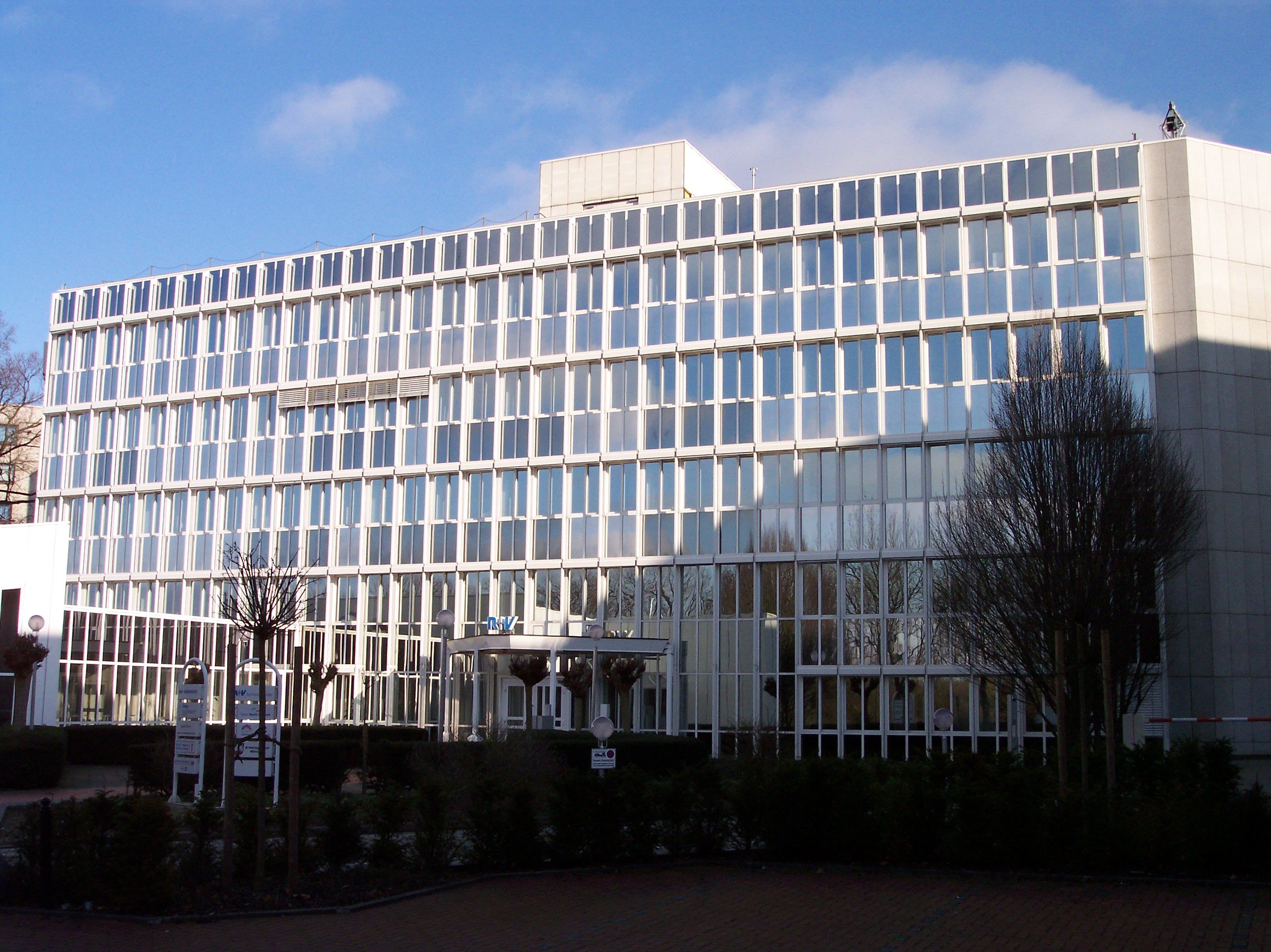
Das R+V Service Center in Münster, eine von drei Betriebsstätten des Service Centers

Die R+V Versicherung unterhält mehrere Servicegesellschaften, darunter die R+V Service Center GmbH, die dicarexpert Kfz-Sachverständigen GmbH und die Sprint Sanierung GmbH. Das Unternehmen ist unter anderen an den italienischen Gesellschaften Assimoco S.p.A. und Assimoco Vita S.p.A. beteiligt.

## Eigentümer
- 92,2 % DZ-Bank
- 06,0 % Volksbanken und Raiffeisenbanken
- 01,8 % Sonstige Anteile in der Genossenschaftsorganisation[13]